# Вівсянка рябогруда
Вівсянка рябогруда, пасовник рябогрудий (Passerella iliaca) — вид горобцеподібних птахів родини Passerellidae. Поширений в Північній Америці.

## Поширення
Птах розмножується від Аляски через центральну Канаду до північного сходу США. На зимівлю мігрує в місця негніздування на південному сході США. Живе в чагарниках, заростях і змішаних лісах.

## Таксономія
У деяких систематичних підходах це єдиний представник роду Passerella, але деякі автори поділяють цей таксон на чотири окремі види.
Виділено декілька підвидів P. iliaca:
- P. iliaca unalaschcensis (J. F. Gmelin, 1789) — Алеути та південно-західна Аляска.
- P. iliaca townsendi (Audubon, 1838) — південно-східна Аляска, острови Королеви Шарлотти.
- P. iliaca fuliginosa Ridgway, 1899 — узбережжя південно-східної Аляски до північного заходу США.
- P. iliaca annectens Ridgway, 1900 — узбережжя Якутатської затоки.
- P. iliaca insularis Ridgway, 1900 — острів Кадьяк.
- P. iliaca sinuosa Grinnell, 1910 —  південна Аляска.
- P. iliaca chilcatensis J. D. Webster, 1983 — південно-східна Аляска до північно-західної Британської Колумбії.
- P. iliaca schistacea S. F. Baird, 1858 — Канада (південний захід до південно-центральної), північно-центральна та західно-центральна США.
- P. iliaca altivagans Riley, 1911 — внутрішні райони південно-західної Канади.
- P. iliaca canescens Swarth, 1918 — східна Каліфорнія та центральна Невада.
- P. iliaca olivacea Aldrich, 1943 — південний захід Канади та північний захід США.
- P. iliaca swarthi Behle & Selander, 1951 — північний захід Юти та південний схід Айдахо.
- P. iliaca megarhyncha S. F. Baird, 1858 — південно-західний Орегон і Каліфорнія.
- P. iliaca zaboria Oberholser, 1946 — північно-західна та центральна Аляска, західна Канада.
- P. iliaca iliaca (Merrem, 1786) — центральна та східна Канада.

## Опис
Кремезний птах, завдовжки до 18 см. Птахи зі східних та північних популяцій забарвлені в іржаво-коричневий колір зверху та білий з іржаво-коричневими смугами з нижнього боку. У західної популяції замість іржаво-коричневого малюнка з'являється темно-коричневий або сірий малюнок.

## Поведінка
Більшу частину часу проводить на землі, де шукає комах, павуків та інших безхребетних у ґрунті чи між листям. Рослинна їжа, наприклад, бруньки, також входить до раціону. Чашеподібне гніздо з гілок і трав будує на землі або близько до землі в кущі. Самиця самостійно висиджує від двох до п’яти яєць близько двох тижнів. Самець допомагає вигодовувати молодняк.